# Liste der Gesamtschulen in Nordrhein-Westfalen
Die Liste der Gesamtschulen in Nordrhein-Westfalen enthält die 369 Gesamtschulen, an denen Schülerinnen und Schüler in Nordrhein-Westfalen gemeinsam lernen und sich auf Prüfungen vorbereiten.

## Liste der Gesamtschulen
Die nachfolgende Übersicht wurde unter Nutzung der Datensätze Gesamtzahl der Schülerinnen und Schüler je Schule in NRW und Grunddaten der Schulen und Schulaufsicht in NRW erzeugt. Die Datensätze wurden durch das Ministerium für Schule und Bildung bereitgestellt und stehen unter der Datenlizenz Deutschland Namensnennung 2.0.
| Schul-nummer | Schulname    | Anschrift | PLZ                              | Ort           | Website                  | Datum                                                         | Schülerinnen und Schüler | Anm.    |
| ------------ | ------------ | --- | -------------------------------- | ------------- | ------------------------ | ------------------------------------------------------------- | ------------------------ | ------- |
| 196290       | Gesamtschule | 4. Gesamtschule Aachen | Sandkaulstr. 75                  | 52062         | Aachen                   | www.gesamtschule-aachen.de                                    | 811                      | [ 2 ]   |
| 189110       | Gesamtschule | Heinrich-Heine-Schule | Hander Weg 89                    | 52072         | Aachen                   | www.hhg-aachen.de                                             | 643                      | [ 3 ]   |
| 193458       | Gesamtschule | Maria-Montessori-Schule | Bergische Gasse 18               | 52066         | Aachen                   | www.mmge-ac.de                                                | 1219                     | [ 4 ]   |
| 190688       | Gesamtschule | Gesamtschule Brand (Aachen) | Rombachstr. 99                   | 52078         | Aachen                   | www.gesamtschule-aachen-brand.de                              | 1269                     | [ 5 ]   |
| 197816       | Gesamtschule | Irena-Sendler-Gesamtschule Ahaus | Hof zum Ahaus 6–8                | 48683         | Ahaus                    | www.isg-ahaus.de                                              | 1265                     | [ 6 ]   |
| 189923       | Gesamtschule | Fritz-Winter-Gesamtschule | August-Kirchner-Str. 13          | 59229         | Ahlen                    | www.fritz-winter-gesamtschule.de                              | 1449                     | [ 7 ]   |
| 100098       | Gesamtschule | Therese-Münsterteicher-Gesamtschule Ahlen | Sedanstr. 54                     | 59227         | Ahlen                    | www.tmg-ahlen.de                                              | 790                      | [ 8 ]   |
| 199175       | Gesamtschule | Gesamtschule Aldenhoven-Linnich | Pestalozziring 12–18             | 52457         | Aldenhoven               | www.gesamtschule-aldenhoven-linnich.de                        | 745                      | [ 9 ]   |
| 198341       | Gesamtschule | Gesamtschule im Klostergarten des Fr. Christl. Schulen Bonn/Rhein-Sieg e.V. , Privatschule                                                                          | Schöntalweg 5                    | 53347         | Alfter                   | www.fcsb.de                                                   | 244                      | [ 10 ]  |
| 190251       | Gesamtschule | Gustav-Heinemann-Schule Alsdorf | Am Klött 1                       | 52477         | Alsdorf                  | www.ghg-alsdorf.de                                            | 1264                     | [ 11 ]  |
| 197695       | Gesamtschule | Gesamtschule Bad Driburg | Geschwister-Scholl-Str. 1        | 33014         | Bad Driburg              | www.gesamtschule-baddriburg.de                                | 654                      | [ 12 ]  |
| 199837       | Gesamtschule | Erzbischöfliche Integrierte Gesamtschule St. Josef, Privatschule, Ersatzschule der Sek. I u. II im Aufbau d. Erzbistums Köln                                        | Königin-Sophie-Str. 10           | 53604         | Bad Honnef               | www.sankt-josef-honnef.de                                     | 646                      | [ 13 ]  |
| 197490       | Gesamtschule | Gesamtschule Bad Lippspringe | Im Bruch 5                       | 33175         | Bad Lippspringe          | www.gesamtschule-bad-lippspringe.de/                          | 816                      | [ 14 ]  |
| 193872       | Gesamtschule | Europaschule Bad Oeynhausen | In der Wiehwisch 12              | 32549         | Bad Oeynhausen           | www.europaschule-bo.de                                        | 961                      | [ 15 ]  |
| 195911       | Gesamtschule | Gesamtschule der Stadt Bad Salzuflen im Schulzentrum Aspe | Paul-Schneider-Str. 5            | 32107         | Bad Salzuflen            | www.gesamtschule-aspe.de                                      | 1122                     | [ 16 ]  |
| 198328       | Gesamtschule | INI-Gesamtschule Bad Sassendorf, Sek. I u. II in fr. Träg. der Initiative f. Jugendhilfe, Bildung u. Arbeit e.V.                                                    | Zur Hepper Höhe 4                | 59505         | Bad Sassendorf           | www.ini-gesamtschule.de/                                      | 413                      | [ 17 ]  |
| 192119       | Gesamtschule | Gesamtschule Bergheim | Herbergerstr. 6–8                | 50127         | Bergheim                 | www.gesamtschule-bergheim.de                                  | 1041                     | [ 18 ]  |
| 183738       | Gesamtschule | Gesamtschule Paffrath | Borngasse 86                     | 51469         | Bergisch Gladbach        | www.igp-web.de                                                | 1225                     | [ 19 ]  |
| 197877       | Gesamtschule | Nelson-Mandela-Gesamtschule | Ahornweg 70                      | 51469         | Bergisch Gladbach        | nelson-mandela-gesamtschule.de                                | 738                      | [ 20 ]  |
| 190032       | Gesamtschule | Willy-Brandt-Gesamtschule Bergkamen | Am Friedrichsberg 30             | 59192         | Bergkamen                | www.gesamtschule-bergkamen.de                                 | 1120                     | [ 21 ]  |
| 188128       | Gesamtschule | Friedrich Wilhelm Murnau-Gesamtschule | Am Wortkamp 3                    | 33605         | Bielefeld                | www.fwmurnau-gesamtschule.de                                  | 1239                     | [ 22 ]  |
| 189996       | Gesamtschule | GesamtSchule Quelle | Marienfelder Str. 81             | 33649         | Bielefeld                | www.gsq-bielefeld.de                                          | 916                      | [ 23 ]  |
| 193495       | Gesamtschule | Gesamtschule Rosenhöhe | An der Rosenhöhe 11              | 33647         | Bielefeld                | www.gesamtschule-rosenhoehe.de                                | 850                      | [ 24 ]  |
| 184883       | Gesamtschule | Laborschule des Landes Nordrhein-Westfalen an der Universität Bielefeld                                                                                             | Universitätsstr. 21              | 33615         | Bielefeld                | www.laborschule.de                                            | 375                      | [ 25 ]  |
| 192508       | Gesamtschule | Private Evangelikale Bekenntnisschule, Private Gesamtschule - Sek.I - des Trägervereins der Evangelikalen Bekenntnisschulen Bielefeld                               | Detmolder Str. 284               | 33605         | Bielefeld                | www.gms-net.de                                                | 682                      | [ 26 ]  |
| 164203       | Gesamtschule | Martin-Niemöller-Gesamtschule | Apfelstr. 210                    | 33611         | Bielefeld                | www.mnge.de                                                   | 1402                     | [ 27 ]  |
| 197774       | Gesamtschule | Gesamtschule Eifel, Schulzweckverb. Blankenheim/Nettersheim | Finkenberg 8                     | 53945         | Blankenheim              | gesamtschule-eifel.de/                                        | 830                      | [ 28 ]  |
| 198298       | Gesamtschule | Gesamtschule Bocholt | Rheinstr. 4                      | 46395         | Bocholt                  | www.gesamtschule-bocholt.de                                   | 977                      | [ 29 ]  |
| 199205       | Gesamtschule | Carolinengesamtschule Bochum, Sek. I u. II in freier Trägerschaft der Schul- und Bildungswerkstatt gGmbH                                                            | Springorumallee 1                | 44795         | Bochum                   | www.carolinenschule.de                                        | 187                      | [ 30 ]  |
| 164239       | Gesamtschule | Erich Kästner-Schule (Bochum) | Markstr. 189                     | 44799         | Bochum                   | eks-bochum.org                                                | 1373                     | [ 31 ]  |
| 189510       | Gesamtschule | Freie Schule Bochum, Privatschule | Wiemelhauser Str. 270            | 44799         | Bochum                   | freieschule-bochum.de/                                        | 127                      | [ 32 ]  |
| 100048       | Gesamtschule | Gesamtschule Bochum-Mitte | Feldsieper Str. 94               | 44809         | Bochum                   | www.gebomi.de/                                                | 664                      | [ 33 ]  |
| 188311       | Gesamtschule | Heinrich-Böll-Gesamtschule Bochum | Agnesstr. 33                     | 44791         | Bochum                   | www.heinrich-boell-gesamtschule.de                            | 1373                     | [ 34 ]  |
| 189947       | Gesamtschule | Maria Sibylla Merian-Gesamtschule Bochum | Lohackerstr. 15                  | 44867         | Bochum                   | wp.msm-ge.de/                                                 | 1312                     | [ 35 ]  |
| 191103       | Gesamtschule | Matthias-Claudius-Schulen, Privatschule | Weitmarer Str. 115a              | 44795         | Bochum                   | www.mcs-bochum.de                                             | 884                      | [ 36 ]  |
| 189935       | Gesamtschule | Willy-Brandt-Gesamtschule (Bochum) | Wittekindstr. 33                 | 44894         | Bochum                   | www.wbg-bochum.de/                                            | 1298                     | [ 37 ]  |
| 193811       | Gesamtschule | Bertolt-Brecht-Gesamtschule (Bonn) | Schlesienstr. 21–23              | 53119         | Bonn                     | www.bbgbonn.de                                                | 1293                     | [ 38 ]  |
| 196289       | Gesamtschule | BONNS FÜNFTE, Inklusive Gesamtschule der Bundesstadt Bonn | Eduard-Otto-Str. 9               | 53129         | Bonn                     | www.bonnsfuenfte.de                                           | 854                      | [ 39 ]  |
| 191401       | Gesamtschule | Elisabeth-Selbert-Gesamtschule | Elisabeth-Selbert-Allee 50       | 53175         | Bonn                     | www.igs-bonn.de                                               | 1263                     | [ 40 ]  |
| 185310       | Gesamtschule | Integrierte Gesamtschule Bonn-Beuel | Siegburger Str. 321              | 53229         | Bonn                     | www.gebonn.de                                                 | 1321                     | [ 41 ]  |
| 195728       | Gesamtschule | Marie-Kahle-Gesamtschule | Graurheindorfer Str. 80          | 53111         | Bonn                     | www.marie-kahle-gesamtschule.de                               | 902                      | [ 42 ]  |
| 192739       | Gesamtschule | Peter-August-Böckstiegel-Gesamtschule | Osningstr. 14                    | 33829         | Borgholzhausen           | www.pab-gesamtschule.de                                       | 1285                     | [ 43 ]  |
| 198237       | Gesamtschule | Jodocus Nünning Gesamtschule | Neumühlenallee 140               | 46325         | Borken                   | www.jng.borken.de                                             | 1283                     | [ 44 ]  |
| 199977       | Gesamtschule | Julia-Koppers-Gesamtschule | Auf der Flüt 9                   | 46325         | Borken                   | www.jkg.borken.de/                                            | 882                      | [ 45 ]  |
| 190573       | Gesamtschule | Montessori-Gesamtschule, Private Gesamtschule der Sek.I mit Schulversuch zur Integration behinderter Kinder                                                         | Röwekamp 14                      | 46325         | Borken                   | www.montessori-borken.de/                                     | 152                      | [ 46 ]  |
| 190238       | Gesamtschule | Europaschule, Gesamtschule Bornheim | Goethestr. 1                     | 53332         | Bornheim                 | www.europaschule-bornheim.de                                  | 1357                     | [ 47 ]  |
| 100089       | Gesamtschule | Heinrich-Böll-Gesamtschule Bornheim | Beethovenstr. 57                 | 53332         | Bornheim                 | www.hbgb.de                                                   | 618                      | [ 48 ]  |
| 189017       | Gesamtschule | Janusz-Korczak-Gesamtschule (Bottrop) | Horster Str. 114                 | 46236         | Bottrop                  | www.jkg-bottrop.de                                            | 710                      | [ 49 ]  |
| 190846       | Gesamtschule | Willy-Brandt-Gesamtschule | Brömerstr. 12                    | 46240         | Bottrop                  | www.wbg-bottrop.de                                            | 1227                     | [ 50 ]  |
| 197890       | Gesamtschule | Städtische Gesamtschule Brakel | Am Bahndamm 30–34                | 33034         | Brakel                   | www.gesamtschulebrakel.de                                     | 933                      | [ 51 ]  |
| 190718       | Gesamtschule | Gesamtschule Brüggen | Südwall 14                       | 41379         | Brüggen                  | www.gesamtschule-brueggen.de                                  | 825                      | [ 52 ]  |
| 193227       | Gesamtschule | Gesamtschule Brühl | Otto-Wels-Str. 1                 | 50321         | Brühl                    | www.europagesamtschule-bruehl.de                              | 887                      | [ 53 ]  |
| 100034       | Gesamtschule | Forscherhaus Gesamtschule, Privatschule der Forscherhaus gemn. Bildungsges. mbH                                                                                     | Heidestr. 41                     | 32257         | Bünde                    | www.forscherhaus-gesamtschule.de                              | 203                      | [ 54 ]  |
| 190263       | Gesamtschule | Erich Kästner-Gesamtschule Bünde | Ringstr. 59                      | 32257         | Bünde                    | gesamtschule-buende.de                                        | 1359                     | [ 55 ]  |
| 199930       | Gesamtschule | Gesamtschule Büren | Kleffnerstr. 4–6                 | 33142         | Büren                    | www.ge-bueren.de/                                             | 867                      | [ 56 ]  |
| 199291       | Gesamtschule | Johannes-Löh-Gesamtschule, Privatschule, staatlich genehmigte Ersatzschule Sek I u. II m. Gem. Unt. u. Förderschwerp. SB, EZ, LB d. EKiR                            | Auf dem Schulberg 4              | 51399         | Burscheid                | www.jlg-burscheid.de                                          | 767                      | [ 57 ]  |
| 100126       | Gesamtschule | Gesamtschule Ickern | Waldenburger Str. 130            | 44581         | Castrop-Rauxel           | www.bewegte-schule-ickern.de/                                 | 110                      | [ 58 ]  |
| 188190       | Gesamtschule | Willy-Brandt-Gesamtschule Castrop-Rauxel | Bahnhofstr. 160                  | 44575         | Castrop-Rauxel           | wbg-cas.org                                                   | 972                      | [ 59 ]  |
| 198705       | Gesamtschule | Gesamtschule Delbrück | Driftweg 6                       | 33129         | Delbrück                 | www.ge-delbrueck.de                                           | 1272                     | [ 60 ]  |
| 190550       | Gesamtschule | August-Hermann-Francke-Gesamtschule Detmold - Sek. I - Evangelische private Gesamtschule als Ersatzschule in freier Trägerschaft des Christlichen Schulvereins e.V. | Georgstr. 24                     | 32756         | Detmold                  | www.ahfs-detmold.de                                           | 716                      | [ 61 ]  |
| 189108       | Gesamtschule | Geschwister-Scholl-Gesamtschule Detmold | Sprottauer Str. 9                | 32756         | Detmold                  | www.geschwister-scholl-gesamtschule.de                        | 1083                     | [ 62 ]  |
| 188888       | Gesamtschule | Ernst-Barlach-Gesamtschule (Dinslaken) | Scharnhorststr. 2                | 46535         | Dinslaken                | www.ebgs.de                                                   | 1245                     | [ 63 ]  |
| 100077       | Gesamtschule | Gesamtschule Hiesfeld | Kirchstr. 65                     | 46539         | Dinslaken                | www.gesamtschule-hiesfeld.de/                                 | 255                      | [ 64 ]  |
| 189480       | Gesamtschule | Bertha-von-Suttner-Gesamtschule Dormagen | Marie-Schlei-Str. 6              | 41542         | Dormagen                 | www.bvsdormagen.de                                            | 1344                     | [ 65 ]  |
| 184342       | Gesamtschule | Gesamtschule Wulfen | Wulfener Markt 2                 | 46286         | Dorsten                  | www.gs-wulfen.de                                              | 1350                     | [ 66 ]  |
| 188220       | Gesamtschule | Anne-Frank-Schule Dortmund | Burgholzstr. 120                 | 44145         | Dortmund                 | www.afg-do.de                                                 | 1153                     | [ 67 ]  |
| 193641       | Gesamtschule | Europaschule Dortmund | Am Gottesacker 64                | 44143         | Dortmund                 | www.europaschule-dortmund.de                                  | 926                      | [ 68 ]  |
| 189960       | Gesamtschule | Gesamtschule Brünninghausen | Klüsenerskamp 15                 | 44225         | Dortmund                 | www.gsbnet.de                                                 | 996                      | [ 69 ]  |
| 188700       | Gesamtschule | Gesamtschule der Stadt Dortmund im Schulzentrum Gartenstadt | Hueckstr. 25                     | 44141         | Dortmund                 | www.gegart.de                                                 | 1214                     | [ 70 ]  |
| 100177       | Gesamtschule | Gesamtschule im Süden Wellinghofen | Am Lieberfeld 13                 | 44265         | Dortmund                 | gis-dortmund.de                                               | 0                        | [ 71 ]  |
| 164240       | Gesamtschule | Gesamtschule Scharnhorst | Mackenrothweg 15                 | 44328         | Dortmund                 | www.gesamtschule-scharnhorst.de/                              | 1103                     | [ 72 ]  |
| 188219       | Gesamtschule | Geschwister-Scholl-Gesamtschule Dortmund im Schulzentrum Dortmund-Brackel                                                                                           | Haferfeldstr. 3–5                | 44309         | Dortmund                 | www.gsg-do.de                                                 | 1341                     | [ 73 ]  |
| 188827       | Gesamtschule | Gustav-Heinemann-Gesamtschule Dortmund | Parsevalstr. 170                 | 44369         | Dortmund                 | www.ghg-dortmund.de                                           | 1121                     | [ 74 ]  |
| 188207       | Gesamtschule | Heinrich-Böll-Gesamtschule Dortmund im Schulzentrum Lütgendortmund                                                                                                  | Volksgartenstr. 19               | 44388         | Dortmund                 | www.hbgdo.de                                                  | 1182                     | [ 75 ]  |
| 192820       | Gesamtschule | Martin-Luther-King-Gesamtschule Dortmund | Fine Frau 50–58                  | 44149         | Dortmund                 | www.mlkgdortmund.de                                           | 754                      | [ 76 ]  |
| 100132       | Gesamtschule | Reinoldi-Gesamtschule | Im Odemsloh 107                  | 44357         | Dortmund                 | www.reinoldi-gesamtschule.de                                  | 472                      | [ 77 ]  |
| 100202       | Gesamtschule | Anne-Frank-Gesamtschule Duisburg | Reichenberger Str. 19 a          | 47166         | Duisburg                 | www.wir-sind-anne.de                                          | 0                        | [ 78 ]  |
| 192211       | Gesamtschule | Aletta-Haniel-Gesamtschule | Karlstr. 25                      | 47119         | Duisburg                 | www.aletta-haniel-gesamtschule.de                             | 863                      | [ 79 ]  |
| 189595       | Gesamtschule | Erich Kästner-Gesamtschule Homberg | Ehrenstr. 87                     | 47198         | Duisburg                 | www.erichkaestnergesamtschule.de                              | 1031                     | [ 80 ]  |
| 188499       | Gesamtschule | Gesamtschule Duisburg-Mitte | Pappenstr. 49–51                 | 47057         | Duisburg                 | www.gesamtschule-duisburg-mitte.de                            | 1284                     | [ 81 ]  |
| 191474       | Gesamtschule | Gesamtschule Emschertal | Albert-Einstein-Str. 11          | 47167         | Duisburg                 | www.gesamtschule-emschertal.de                                | 1077                     | [ 82 ]  |
| 189583       | Gesamtschule | Gesamtschule Walsum | Kurze Str. 51                    | 47179         | Duisburg                 | www.gesamtschule-walsum.de                                    | 1383                     | [ 83 ]  |
| 193252       | Gesamtschule | Gesamtschule Globus am Dellplatz | Gottfried-Könzgen-Str. 3         | 47051         | Duisburg                 | www.gesamtschule-globus-am-dellplatz.de                       | 1004                     | [ 84 ]  |
| 187793       | Gesamtschule | Leibniz-Gesamtschule (Duisburg) | Hamborner Str. 274–278           | 47166         | Duisburg                 | www.leibnizgesamtschule.de                                    | 1540                     | [ 85 ]  |
| 100085       | Gesamtschule | Green-Gesamtschule | Körnerplatz 2                    | 47226         | Duisburg                 | www.gesamtschule-koernerplatz.de                              | 1059                     | [ 86 ]  |
| 188177       | Gesamtschule | Heinrich-Heine-Schule Duisburg | Flutweg 56                       | 47228         | Duisburg                 | www.hhg-du.de/                                                | 1132                     | [ 87 ]  |
| 192405       | Gesamtschule | Herbert-Grillo-Gesamtschule | Diesterwegstr. 6                 | 47169         | Duisburg                 | www.herbert-grillo-gesamtschule.de                            | 747                      | [ 88 ]  |
| 192193       | Gesamtschule | Lise-Meitner-Gesamtschule Duisburg | Lessingstr. 3                    | 47226         | Duisburg                 | lise-meitner-gesamtschule.de                                  | 1197                     | [ 89 ]  |
| 189261       | Gesamtschule | Gesamtschule Meiderich | Westender Str. 30–32             | 47138         | Duisburg                 | www.gsm-duisburg.de                                           | 1288                     | [ 90 ]  |
| 185267       | Gesamtschule | Gesamtschule Süd Duisburg | Großenbaumer Allee 168–174       | 47269         | Duisburg                 | www.ge-duisburg-sued.de                                       | 1241                     | [ 91 ]  |
| 191395       | Gesamtschule | Theodor-König-Gesamtschule | Möhlenkampstr. 10                | 47139         | Duisburg                 | www.tkg-duisburg.de                                           | 1118                     | [ 92 ]  |
| 189959       | Gesamtschule | Anne-Frank-Gesamtschule (Düren) | Kupfermühle 3                    | 52353         | Düren                    | www.afg-dueren.de                                             | 785                      | [ 93 ]  |
| 189522       | Gesamtschule | Heinrich-Böll-Gesamtschule Düren | Girbelsrather Str. 120           | 52351         | Düren                    | www.hbg-dueren.info/                                          | 935                      | [ 94 ]  |
| 100185       | Gesamtschule | Gesamtschule Aldekerkstraße | Aldekerkstr. 17–25               | 40549         | Düsseldorf               | www.ge-aldekerkstrasse.de                                     | 0                        | [ 95 ]  |
| 192545       | Gesamtschule | Freie Christliche Gesamtschule Düsseldorf, Privatschule, staatlich genehmigte evangelische Ersatzschule, Sek I. u. II d. Rhein.-Berg. Verein Fr. Christl. Schulen   | Fürstenberger Str. 10            | 40599         | Düsseldorf               | www.fcs-duesseldorf.de                                        | 689                      | [ 96 ]  |
| 189819       | Gesamtschule | Hulda-Pankok-Schule Düsseldorf | Brinckmannstr. 16                | 40225         | Düsseldorf               | www.hulda-pankok-gesamtschule.de                              | 980                      | [ 97 ]  |
| 191530       | Gesamtschule | International School of Düsseldorf, Private Gesamtschule der Sekundarstufe I, Ersatzschule eigener Art                                                              | Niederrheinstr. 336              | 40489         | Düsseldorf               | www.isdedu.de/                                                | 324                      | [ 98 ]  |
| 188232       | Gesamtschule | Heinrich-Heine-Gesamtschule Düsseldorf | Graf-Recke-Str. 170              | 40237         | Düsseldorf               | www.ge-heinrich-heine.eschool.de                              | 1263                     | [ 99 ]  |
| 191863       | Gesamtschule | Joseph-Beuys-Gesamtschule (Düsseldorf) | Siegburger Str. 149              | 40591         | Düsseldorf               | www.joseph-beuys-gesamtschule.de                              | 910                      | [ 100 ] |
| 199606       | Gesamtschule | Maria-Montessori-Gesamtschule Düsseldorf | Lindenstr. 140                   | 40233         | Düsseldorf               | www.montessori-gesamtschule.com                               | 863                      | [ 101 ] |
| 164100       | Gesamtschule | Dieter-Forte-Gesamtschule Düsseldorf | Heidelberger Str. 75             | 40229         | Düsseldorf               | www.dieter-forte-gesamtschule.de                              | 1236                     | [ 102 ] |
| 199916       | Gesamtschule | Gesamtschule Stettiner Straße | Stettiner Str. 98                | 40595         | Düsseldorf               | www.ge-stettinerstr.de                                        | 648                      | [ 103 ] |
| 199000       | Gesamtschule | Gesamtschule Elsdorf | Gladbacher Str. 139              | 50189         | Elsdorf                  | www.gesamtschuleelsdorf.de                                    | 755                      | [ 104 ] |
| 198730       | Gesamtschule | Gesamtschule Emmerich am Rhein | Brink 1                          | 46446         | Emmerich am Rhein        | www.ge-emmerich.de                                            | 948                      | [ 105 ] |
| 196915       | Gesamtschule | Gesamtschule Ennigerloh-Neubeckum in Trägerschaft des Schulzweckverbandes Beckum-Ennigerloh                                                                         | Berliner Str. 37                 | 59320         | Ennigerloh               | www.gesamtschule-ennigerloh-neubeckum.de                      | 1194                     | [ 106 ] |
| 190070       | Gesamtschule | Waldschule Eschweiler | Friedrichstr. 12–16              | 52249         | Eschweiler               | www.waldschule-eschweiler.de                                  | 809                      | [ 107 ] |
| 189820       | Gesamtschule | Erich-Kästner-Schule Essen | Pinxtenweg 6–8                   | 45276         | Essen                    | www.ekg-essen.de                                              | 1124                     | [ 108 ] |
| 189080       | Gesamtschule | Frida-Levy-Gesamtschule | Varnhorststr. 2                  | 45127         | Essen                    | www.frida-levy-gesamtschule.de                                | 1288                     | [ 109 ] |
| 187770       | Gesamtschule | Gustav-Heinemann-Gesamtschule Essen | Schonnebeckhöfe 64               | 45309         | Essen                    | www.gustav-heinemann-gesamtschule-essen.de                    | 1289                     | [ 110 ] |
| 183076       | Gesamtschule | Gesamtschule Bockmühle | Ohmstr. 32                       | 45143         | Essen                    | home.ge-bockmühle.de/                                         | 1438                     | [ 111 ] |
| 193501       | Gesamtschule | Städtische Gesamtschule Holsterhausen | Böcklinstr. 27                   | 45147         | Essen                    | www.gesamtschule-essen-holsterhausen.de/                      | 1070                     | [ 112 ] |
| 190895       | Gesamtschule | Gesamtschule Nord (Essen) | Förderstr. 60                    | 45356         | Essen                    | www.gesamtschulenord.de                                       | 936                      | [ 113 ] |
| 191334       | Gesamtschule | Gesamtschule Borbeck | Hansemannstr. 15                 | 45357         | Essen                    | www.ge-borbeck.de                                             | 957                      | [ 114 ] |
| 199023       | Gesamtschule | Gesamtschule Euskirchen | Kölner Str. 12                   | 53879         | Euskirchen               | gesamtschule.euskirchen.de                                    | 1043                     | [ 115 ] |
| 197142       | Gesamtschule | Bigge-Lenne Gesamtschule | Kopernikusstr. 22–24             | 57413         | Finnentrop               | www.gesamtschule-finnentrop.de                                | 493                      | [ 116 ] |
| 198110       | Gesamtschule | Esther-Bejarano-Gesamtschule | Hermann-Vomhof-Str. 9            | 57258         | Freudenberg              | www.gesamtschule-freudenberg.de                               | 772                      | [ 117 ] |
| 164290       | Gesamtschule | Gesamtschule Fröndenberg | Im Wiesengrund 7                 | 58730         | Fröndenberg/Ruhr         | www.gesamtschulefroendenberg.de                               | 1128                     | [ 118 ] |
| 196745       | Gesamtschule | Gesamtschule des Schulzweckverbandes Gangelt-Selfkant | Mercatorstr. 25                  | 52538         | Gangelt                  | www.gesamtschule.selfkant.de                                  | 895                      | [ 119 ] |
| 191188       | Gesamtschule | Anita-Lichtenstein-Gesamtschule Geilenkirchen | Pestalozzistr. 27                | 52511         | Geilenkirchen            | www.alg-gk.de                                                 | 847                      | [ 120 ] |
| 100042       | Gesamtschule | Gesamtschule Geldern | Königsberger Str. 60             | 47608         | Geldern                  | gesamtschule-geldern.de/                                      | 582                      | [ 121 ] |
| 193800       | Gesamtschule | Evangelische Gesamtschule Gelsenkirchen-Bismarck der Ev. Kirche von Westfalen (Sekundarstufen I u. II)                                                              | Laarstr. 41                      | 45889         | Gelsenkirchen            | www.e-g-g.de                                                  | 1181                     | [ 122 ] |
| 164185       | Gesamtschule | Gesamtschule Berger Feld | Adenauerallee 110                | 45891         | Gelsenkirchen            | www.gesamtschule-berger-feld.de                               | 1414                     | [ 123 ] |
| 199114       | Gesamtschule | Gesamtschule Erle | Mühlbachstr. 3                   | 45891         | Gelsenkirchen            | www.gesamtschule-erle.de                                      | 1154                     | [ 124 ] |
| 188736       | Gesamtschule | Gesamtschule Horst | Devensstr. 15                    | 45899         | Gelsenkirchen            | geshorst.de                                                   | 1455                     | [ 125 ] |
| 188098       | Gesamtschule | Gesamtschule Ueckendorf | Bochumer Str. 190                | 45886         | Gelsenkirchen            | www.gsue.de                                                   | 1133                     | [ 126 ] |
| 189730       | Gesamtschule | Gesamtschule-Buer-Mitte | Nollenpad 29                     | 45894         | Gelsenkirchen            | www.gbm-ge.de                                                 | 1481                     | [ 127 ] |
| 198171       | Gesamtschule | Gesamtschule Gescher | Borkener Damm 46–48              | 48712         | Gescher                  | www.gesamtschule-gescher.de                                   | 841                      | [ 128 ] |
| 184380       | Gesamtschule | Ingeborg-Drewitz-Gesamtschule Gladbeck | Fritz-Erler-Str. 4               | 45966         | Gladbeck                 | www.idg-gla.de                                                | 1069                     | [ 129 ] |
| 193586       | Gesamtschule | Gesamtschule Mittelkreis Kleve | Südring 28                       | 47574         | Goch                     | www.ge-mittelkreis.de                                         | 1094                     | [ 130 ] |
| 196654       | Gesamtschule | Nelson-Mandela-Gesamtschule Greven | Teichstr. 29                     | 48268         | Greven                   | www.gesamtschule-greven.de                                    | 1012                     | [ 131 ] |
| 100172       | Gesamtschule | Gesamtschule III Grevenbroich | Bergheimer Str. 49/51            | 41515         | Grevenbroich             | dritte-gesamtschule-grevenbroich.de                           | 0                        | [ 132 ] |
| 191504       | Gesamtschule | Käthe-Kollwitz-Gesamtschule | Hans-Böckler-Str. 19             | 41515         | Grevenbroich             | www.kaethekollwitz.de                                         | 854                      | [ 133 ] |
| 198146       | Gesamtschule | Wilhelm-von-Humboldt-Gesamtschule (Grevenbroich) | Parkstr. 1                       | 41515         | Grevenbroich             | www.humboldt-gesamtschule.de/                                 | 1206                     | [ 134 ] |
| 100024       | Gesamtschule | Euregioschule Gesamtschule Gronau | Gildehauser Damm 49              | 48599         | Gronau (Westf.)          | eu.schule.gronau.de                                           | 742                      | [ 135 ] |
| 199163       | Gesamtschule | Gesamtschule Gronau | Laubstiege 25                    | 48599         | Gronau (Westf.)          | ge.gronau.de                                                  | 991                      | [ 136 ] |
| 189698       | Gesamtschule | Gesamtschule Gummersbach-Derschlag | Epelstr. 23                      | 51645         | Gummersbach              | www.gesamtschulegm.de                                         | 877                      | [ 137 ] |
| 100044       | Gesamtschule | 3. Gesamtschule | Ahornallee 46                    | 33330         | Gütersloh                | www.dritte-gesamtschule-gt.de/                                | 428                      | [ 138 ] |
| 188839       | Gesamtschule | Anne Frank Gesamtschule (Gütersloh) | Saligmannsweg 40                 | 33330         | Gütersloh                | www.afs-gt.de                                                 | 1085                     | [ 139 ] |
| 193630       | Gesamtschule | Janusz-Korczak-Gesamtschule | Schledebrückstr. 170             | 33334         | Gütersloh                | www.jkg-gt.de                                                 | 1258                     | [ 140 ] |
| 100011       | Gesamtschule | Gesamtschule Haan | Walder Str. 15                   | 42781         | Haan                     | www.gesamtschule-haan.de                                      | 647                      | [ 141 ] |
| 199217       | Gesamtschule | Freie Evangelische Gesamtschule Hagen, staatl. gen. integr. Gesamtschule Sek. I u. II, Ersatzsch. d. Vereins Fr. Ev. Schule Hagen                                   | Eugen-Richter-Str. 77–79         | 58089         | Hagen                    | www.fesh-hagen.de                                             | 340                      | [ 142 ] |
| 184019       | Gesamtschule | Fritz-Steinhoff-Gesamtschule | Am Bügel 20                      | 58099         | Hagen                    | www.fsg-hagen.de                                              | 1443                     | [ 143 ] |
| 189984       | Gesamtschule | Gesamtschule Hagen-Eilpe | Wörthstr. 30                     | 58091         | Hagen                    | www.geeilpe.de                                                | 954                      | [ 144 ] |
| 189170       | Gesamtschule | Gesamtschule Haspe | Kirmesplatz 2                    | 58135         | Hagen                    | www.gesamtschule-haspe.de                                     | 1191                     | [ 145 ] |
| 100086       | Gesamtschule | Private Ökumenische Montessori-Gesamtschule Hagen der HagenSchule gAG                                                                                               | Am Höing 12                      | 58097         | Hagen                    | www.hagenschule.de                                            | 34                       | [ 146 ] |
| 198973       | Gesamtschule | Gesamtschule Halle | Wasserwerkstr. 1                 | 33790         | Halle (Westf.)           | www.gesamtschule-halle.de                                     | 687                      | [ 147 ] |
| 100051       | Gesamtschule | Arnold-Freymuth-Gesamtschule Hamm | An der Falkschule 9              | 59077         | Hamm                     | www.arnold-freymuth-schule.de                                 | 595                      | [ 148 ] |
| 189250       | Gesamtschule | Friedensschule | Marker Allee 20                  | 59063         | Hamm                     | www.friedensschulehamm.de/                                    | 1119                     | [ 149 ] |
| 189807       | Gesamtschule | Sophie-Scholl-Schule Hamm | Stefanstr. 42                    | 59075         | Hamm                     | www.schulen.hamm.de/sophie-scholl                             | 1196                     | [ 150 ] |
| 198158       | Gesamtschule | Gesamtschule Hamminkeln | Diersfordter Str. 32             | 46499         | Hamminkeln               | www.gesamtschule-hamminkeln.de/                               | 1019                     | [ 151 ] |
| 196824       | Gesamtschule | Gesamtschule Harsewinkel | Tecklenburger Weg 4              | 33428         | Harsewinkel              | www.gesamtschule-harsewinkel.de                               | 1294                     | [ 152 ] |
| 190007       | Gesamtschule | Gesamtschule Hattingen | Marxstr. 99                      | 45527         | Hattingen                | www.gesamtschule-hattingen.de                                 | 1142                     | [ 153 ] |
| 190743       | Gesamtschule | Anne Frank Gesamtschule Havixbeck | Schulstr. 5                      | 48329         | Havixbeck                | www.afg-havixbeck-billerbeck.de                               | 1117                     | [ 154 ] |
| 199953       | Gesamtschule | KOSMOS-Bildung Münsterlandschule Tilbeck | Tilbeck 2                        | 48329         | Havixbeck                | www.muensterlandschule-tilbeck.de/                            | 239                      | [ 155 ] |
| 191917       | Gesamtschule | Gesamtschule Heiligenhaus | Hülsbecker Str. 5                | 42579         | Heiligenhaus             | www.gesamtschule-heiligenhaus.de                              | 935                      | [ 156 ] |
| 199011       | Gesamtschule | Gesamtschule Heinsberg-Waldfeucht des Zweckverbandes Heinsberg-Waldfeucht                                                                                           | Parkstr. 21                      | 52525         | Heinsberg                | www.gesamtschule-heinsberg.de                                 | 1003                     | [ 157 ] |
| 195704       | Gesamtschule | Europaschule am Friedenspark | Parkstr. 48                      | 58675         | Hemer                    | www.europaschule-hemer.de                                     | 1040                     | [ 158 ] |
| 193240       | Gesamtschule | Gesamtschule Hennef-Meiersheide | Meiersheide 20                   | 53773         | Hennef (Sieg)            | www.ge-hennef.de/                                             | 1336                     | [ 159 ] |
| 197737       | Gesamtschule | Gesamtschule Hennef-West | Wehrstr. 80                      | 53773         | Hennef (Sieg)            | www.gesamtschule-hennef-west.de                               | 1093                     | [ 160 ] |
| 196599       | Gesamtschule | Rhein-Sieg-Akademie-Kunstkolleg, Private Gesamtschule, Sekundarstufe I d. Rhein-Sieg-Akademie-Kunstkolleg gGmbH                                                     | Wehrstr. 143–145                 | 53773         | Hennef (Sieg)            | kunstkolleg-hennef.de/                                        | 174                      | [ 161 ] |
| 189509       | Gesamtschule | Gesamtschule Herford | Salzufler Str. 129               | 32052         | Herford                  | www.gesamtschule-friedenstal.de                               | 750                      | [ 162 ] |
| 189339       | Gesamtschule | Erich-Fried-Gesamtschule Herne | Grabenstr. 14                    | 44625         | Herne                    | www.erich-fried-gesamtschule.de/                              | 955                      | [ 163 ] |
| 188748       | Gesamtschule | Mont-Cenis-Gesamtschule | Mont-Cenis-Str. 180              | 44627         | Herne                    | www.mcg-herne.de                                              | 1040                     | [ 164 ] |
| 186740       | Gesamtschule | Gesamtschule Wanne-Eickel | Stöckstr. 41                     | 44649         | Herne                    | www.gesamtschule-wanne-eickel.de                              | 1230                     | [ 165 ] |
| 185188       | Gesamtschule | Rosa-Parks-Schule | Fritz-Erler-Str. 2               | 45701         | Herten                   | www.rps-herten.de                                             | 1024                     | [ 166 ] |
| 196885       | Gesamtschule | Von-Zumbusch-Gesamtschule Herzebrock-Clarholz | Am Hallenbad 11                  | 33442         | Herzebrock-Clarholz      | www.von-zumbusch-gesamtschule.de                              | 765                      | [ 167 ] |
| 191383       | Gesamtschule | Europaschule Herzogenrath | Am Langenpfahl 8                 | 52134         | Herzogenrath             | www.europaschuleherzogenrath.de                               | 1033                     | [ 168 ] |
| 197348       | Gesamtschule | Maria-Sibylla-Merian-Gesamtschule Herzogenrath | Kircheichstr. 60                 | 52134         | Herzogenrath             | www.merian-gesamtschule.de                                    | 870                      | [ 169 ] |
| 189315       | Gesamtschule | Olof-Palme-Gesamtschule Hiddenhausen | Pestalozzistr. 5                 | 32120         | Hiddenhausen             | www.opg-hiddenhausen.de                                       | 979                      | [ 170 ] |
| 199229       | Gesamtschule | Evangelisches Schulzentrum Hilden#Wilhelmine-Fliedner-Gesamtschule, Privatschule d. ev. Kirche i. Rheinland                                                         | Gerresheimer Str. 74             | 40721         | Hilden                   | egh.esz-web.de/                                               | 814                      | [ 171 ] |
| 190354       | Gesamtschule | Schule der Gemeinde Hille im organisat. Verbund, - Gesamtschule mit Sek.I u.II - - Gymnasium mit Sekundarstufe I -                                                  | Von Oeynhausen Str. 30           | 32479         | Hille                    | www.verbundschule-hille.de                                    | 1421                     | [ 172 ] |
| 197683       | Gesamtschule | Harkenberg Gesamtschule Hörstel | Westfalenstr. 5                  | 48477         | Hörstel                  | www.gesamtschule-hoerstel.de                                  | 983                      | [ 173 ] |
| 196228       | Gesamtschule | Leonardo da Vinci Gesamtschule Hückelhoven | Mittelstr. 24                    | 41836         | Hückelhoven              | www.gesamtschule-hückelhoven.de                               | 819                      | [ 174 ] |
| 190081       | Gesamtschule | Gesamtschule der Gemeinde Hüllhorst | Osterstr. 7                      | 32609         | Hüllhorst                | www.gesamtschule-huellhorst.de                                | 1317                     | [ 175 ] |
| 193744       | Gesamtschule | Gesamtschule Hünxe | In den Elsen 34                  | 46569         | Hünxe                    | gesamtschule-huenxe.de/                                       | 970                      | [ 176 ] |
| 198675       | Gesamtschule | Gesamtschule Hürth | Sudetenstr. 35                   | 50354         | Hürth                    | www.gesamtschule-huerth.de                                    | 934                      | [ 177 ] |
| 196666       | Gesamtschule | Erna-de-Vries-Gesamtschule Ibbenbüren | Am Sportzentrum 22               | 49479         | Ibbenbüren               | www.gesamtschule-ibbenbueren.de                               | 877                      | [ 178 ] |
| 100156       | Gesamtschule | Freie Schule Tecklenburger Land | Wilhelmstr. 243                  | 49479         | Ibbenbüren               | freie-schule.info                                             | 0                        | [ 179 ] |
| 199436       | Gesamtschule | Gesamtschule Seilersee | Bismarckstr. 2                   | 58636         | Iserlohn                 | www.gesamtschule-seilersee.de                                 | 728                      | [ 180 ] |
| 189571       | Gesamtschule | Gesamtschule Iserlohn | Langerfeldstr. 84                | 58638         | Iserlohn                 | www.gesamtschule-iserlohn.de                                  | 1124                     | [ 181 ] |
| 100164       | Gesamtschule | Freie Gesamtschule Weitblick, Privatschule | Stromberg 2–4                    | 46419         | Isselburg                | www.gesamtschule-weitblick.de/                                | 0                        | [ 182 ] |
| 198845       | Gesamtschule | Freie Gesamtschule Facettenreich, Privatschule dr Lern- und Lebenswelt Facettenreich gGmbH                                                                          | Burgweg 15                       | 47661         | Issum                    | www.facettenreich.schule/                                     | 190                      | [ 183 ] |
| 199904       | Gesamtschule | Gesamtschule Jüchen | Stadionstr. 77                   | 41363         | Jüchen                   | gesamtschule-juechen.de/                                      | 806                      | [ 184 ] |
| 198160       | Gesamtschule | Gesamtschule Kaarst-Büttgen | Hubertusstr. 22–24               | 41564         | Kaarst                   | www.gesamtschule-kaarst.de                                    | 1081                     | [ 185 ] |
| 194487       | Gesamtschule | Gesamtschule Kamen | Gutenbergstr. 2                  | 59174         | Kamen                    | www.gesamtschule-kamen.de                                     | 1314                     | [ 186 ] |
| 191553       | Gesamtschule | UNESCO-Schule Kamp-Lintfort | Moerser Str. 167                 | 47475         | Kamp-Lintfort            | www.unesco-schule-kamp-lintfort.de                            | 1188                     | [ 187 ] |
| 198729       | Gesamtschule | Gesamtschule Kempen | Wachtendonker Str. 38            | 47906         | Kempen                   | www.gesamtschule-kempen.de/                                   | 1199                     | [ 188 ] |
| 191942       | Gesamtschule | Willy-Brandt-Gesamtschule | Bruchhöhe 27                     | 50170         | Kerpen                   | www.gesamtschule-kerpen.de                                    | 1175                     | [ 189 ] |
| 198997       | Gesamtschule | Gesamtschule Kevelaer | Jahnstr. 20                      | 47623         | Kevelaer                 | www.gesamtschule-kevelaer.de/                                 | 1097                     | [ 190 ] |
| 164276       | Gesamtschule | Gesamtschule Kierspe | Otto-Ruhe-Str. 2–4               | 58566         | Kierspe                  | www.gski.de                                                   | 1209                     | [ 191 ] |
| 196757       | Gesamtschule | Gesamtschule am Forstgarten | Eichenallee 1                    | 47533         | Kleve                    | www.ge.kleve.de                                               | 987                      | [ 192 ] |
| 100019       | Gesamtschule | Joseph Beuys Gesamtschule (Kleve) | Ackerstr. 80                     | 47533         | Kleve                    | jbg.kleve.de/                                                 | 865                      | [ 193 ] |
| 196459       | Gesamtschule | BilinGO Campus, Privatschule, DIE Stiftung private Schulen gGmbH | Gladbacher Wall 5                | 50670         | Köln                     | www.bilingo-campus.eu                                         | 304                      | [ 194 ] |
| 185176       | Gesamtschule | Europaschule Köln, Gesamtschule Zollstock | Raderthalgürtel 3                | 50968         | Köln                     | www.europaschulekoeln.eu/                                     | 1258                     | [ 195 ] |
| 100169       | Gesamtschule | Freie Naturschulen Köln, Privatschule, Staatlich genehmigte Ersatzschule als Gesamtschule d. Vivimos gUG i. Aufbau                                                  | An der Wachsfabrik 25            | 50996         | Köln                     | www.freie-naturschulen-koeln.com/Unsere-Schulen/Gesamtschule/ | 0                        | [ 196 ] |
| 193021       | Gesamtschule | Freie Schule Köln, Privatschule des Vereins Freie Schule Köln e. V.                                                                                                 | Bernhard-Letterhaus-Str. 17      | 50670         | Köln                     | www.freie-schule-koeln.de                                     | 132                      | [ 197 ] |
| 100068       | Gesamtschule | Gesamtschule Berrenrather Straße | Berrenrather Str. 488            | 50937         | Köln                     | www.ge-lindenthal.de                                          | 317                      | [ 198 ] |
| 100071       | Gesamtschule | Gesamtschule Dellbrücker Mauspfad | Dellbrücker Mauspfad 198–200     | 51069         | Köln                     | ge-dellbrueck.de/                                             | 724                      | [ 199 ] |
| 100036       | Gesamtschule | Gesamtschule Helios | Overbeckstr. 71–73               | 50823         | Köln                     | heliosschule.de/                                              | 429                      | [ 200 ] |
| 183726       | Gesamtschule | Gesamtschule Holweide | Burgwiesenstr. 125               | 51067         | Köln                     | www.gehw.de                                                   | 1867                     | [ 201 ] |
| 164161       | Gesamtschule | Gesamtschule Köln-Rodenkirchen | Sürther Str. 191                 | 50999         | Köln                     | www.gesamtschule-rodenkirchen.de                              | 1586                     | [ 202 ] |
| 100041       | Gesamtschule | Gesamtschule Wasseramselweg | Am Wassermann 40                 | 50829         | Köln                     | www.gesamtschule-wasseramselweg.de                            | 643                      | [ 203 ] |
| 184287       | Gesamtschule | Heinrich-Böll-Gesamtschule Köln | Merianstr. 11–15                 | 50765         | Köln                     | www.hbg-koeln.de                                              | 1595                     | [ 204 ] |
| 188165       | Gesamtschule | Katharina-Henoth-Schule | Adalbertstr. 17                  | 51103         | Köln                     | www.igs-kathi.de                                              | 1337                     | [ 205 ] |
| 197488       | Gesamtschule | Offene Schule Köln, Privatschule der OSK gGmbH | Sürther Str. 199                 | 50999         | Köln                     | www.offene-schule-koeln.de                                    | 406                      | [ 206 ] |
| 184913       | Gesamtschule | Lise-Meitner-Gesamtschule | Stresemannstr. 36                | 51149         | Köln                     | www.lmgporz.de                                                | 1259                     | [ 207 ] |
| 195959       | Gesamtschule | Carl-von-Ossietzky-Gesamtschule | Ossietzkystr. 2                  | 50737         | Köln                     | cvo-gesamtschule.de                                           | 851                      | [ 208 ] |
| 198912       | Gesamtschule | igis Köln - Integrierte Gesamtschule Innenstadt | Frankstr. 26                     | 50676         | Köln                     | www.igis-koeln.de/                                            | 803                      | [ 209 ] |
| 187902       | Gesamtschule | Max-Ernst-Gesamtschule | Tollerstr. 16                    | 50829         | Köln                     | www.max-ernst-gesamtschule-koeln.de                           | 1132                     | [ 210 ] |
| 184937       | Gesamtschule | Willy-Brandt-Gesamtschule Köln | Im Weidenbruch 214               | 51061         | Köln                     | www.wbgs-koeln.de                                             | 1099                     | [ 211 ] |
| 198742       | Gesamtschule | Trude-Herr-Gesamtschule | Ferdinandstr. 43                 | 51063         | Köln                     | thg-koeln.de                                                  | 873                      | [ 212 ] |
| 197749       | Gesamtschule | Gesamtschule Königswinter, Schulzentrum Oberpleis | Dollendorfer Str. 64             | 53639         | Königswinter             | gesamtschule-oberpleis.de                                     | 983                      | [ 213 ] |
| 185127       | Gesamtschule | Maria-Montessori-Gesamtschule Krefeld, Privatschule | Minkweg 26–28                    | 47803         | Krefeld                  | www.bmmg.de                                                   | 985                      | [ 214 ] |
| 199941       | Gesamtschule | Gesamtschule am Botanischen Garten | Schmiedestr. 90–98               | 47809         | Krefeld                  | www.gesamtschule-oppum.de                                     | 835                      | [ 215 ] |
| 189273       | Gesamtschule | Gesamtschule Kaiserplatz | Kaiserplatz 50                   | 47800         | Krefeld                  | www.gesamtschule-kaiserplatz.de                               | 1204                     | [ 216 ] |
| 198262       | Gesamtschule | Gesamtschule Uerdingen | Uerdinger Str. 783               | 47800         | Krefeld                  | www.gesamtschule-uerdingen.de                                 | 1224                     | [ 217 ] |
| 191024       | Gesamtschule | Kurt-Tucholsky-Gesamtschule | Alte Gladbacher Str. 10          | 47805         | Krefeld                  | www.kurt-tucholsky-gesamtschule.de                            | 1058                     | [ 218 ] |
| 190020       | Gesamtschule | Robert-Jungk-Gesamtschule | Reepenweg 40 & Rahmerkirchweg 19 | 47839 & 47648 | Krefeld & Kerken         | www.rjge.de                                                   | 1230                     | [ 219 ] |
| 191826       | Gesamtschule | Clara-Schumann-Schule Kreuztal, Schulzentrum Stählerwiese | Djurslandweg 2                   | 57223         | Kreuztal                 | www.ge-kreuztal.de/                                           | 818                      | [ 220 ] |
| 190949       | Gesamtschule | Gesamtschule Kürten | Olpener Str. 4                   | 51515         | Kürten                   | www.gesamtschule-kuerten.de                                   | 1034                     | [ 221 ] |
| 191000       | Gesamtschule | Bettine-von-Arnim-Gesamtschule Langenfeld | Hildener Str. 3                  | 40764         | Langenfeld (Rheinland)   | bva-gesamtschule.de                                           | 1264                     | [ 222 ] |
| 197907       | Gesamtschule | Prismaschule Langenfeld | Fröbelstr. 25                    | 40764         | Langenfeld (Rheinland)   | www.prismaschule.de                                           | 1004                     | [ 223 ] |
| 189390       | Gesamtschule | Gesamtschule Langerwehe | Josef-Schwarz-Str. 16            | 52379         | Langerwehe               | www.ge-langerwehe.de                                          | 1179                     | [ 224 ] |
| 192624       | Gesamtschule | Karla-Raveh-Gesamtschule, Gesamtschule des Kreises Lippe | Vogelsang 31                     | 32657         | Lemgo                    | karla-raveh-gesamtschule.de/                                  | 1278                     | [ 225 ] |
| 100023       | Gesamtschule | Gesamtschule Lengerich/Tecklenburg | Bahnhofstr. 114                  | 49525         | Lengerich                | www.gesamtschule-lt.de/                                       | 915                      | [ 226 ] |
| 186375       | Gesamtschule | Felix-Fechenbach-Gesamtschule Leopoldshöhe | Schulstr. 25                     | 33818         | Leopoldshöhe             | www.ffgleo.de                                                 | 1145                     | [ 227 ] |
| 164124       | Gesamtschule | Käthe-Kollwitz-Schule | Deichtorstr. 2                   | 51371         | Leverkusen               | www.kks-leverkusen.de                                         | 1381                     | [ 228 ] |
| 189406       | Gesamtschule | Gesamtschule Leverkusen-Schlebusch | Ophovener Str. 4                 | 51375         | Leverkusen               | www.gls-lev.de                                                | 1497                     | [ 229 ] |
| 199801       | Gesamtschule | Lippetalschule Gesamtschule der Gemeinde Lippetal | Lippstädter Str. 31              | 59510         | Lippetal                 | lippetalschule.de/                                            | 872                      | [ 230 ] |
| 195960       | Gesamtschule | Gesamtschule Lippstadt | Ulmenstr. 31                     | 59557         | Lippstadt                | www.gesamtschule-lippstadt.de                                 | 901                      | [ 231 ] |
| 199680       | Gesamtschule | Gesamtschule Lohmar | Hermann-Löns-Str. 35             | 53797         | Lohmar                   | www.gesamtschule-lohmar.de/                                   | 1080                     | [ 232 ] |
| 190287       | Gesamtschule | Bertolt-Brecht-Gesamtschule (Löhne) | Zur Schule 6                     | 32584         | Löhne                    | www.bbg-loehne.de                                             | 967                      | [ 233 ] |
| 189560       | Gesamtschule | Adolf-Reichwein-Gesamtschule | Eulenweg 2                       | 58507         | Lüdenscheid              | www.starg.de                                                  | 1168                     | [ 234 ] |
| 188517       | Gesamtschule | Geschwister-Scholl-Schule | Holtgrevenstr. 2–6               | 44532         | Lünen                    | www.gsg-luenen.de                                             | 910                      | [ 235 ] |
| 190986       | Gesamtschule | Käthe-Kollwitz-Gesamtschule Lünen | Dammwiese 8                      | 44532         | Lünen                    | www.kkg-luenen.de                                             | 955                      | [ 236 ] |
| 190706       | Gesamtschule | Gesamtschule Marienheide | Pestalozzistr. 7                 | 51709         | Marienheide              | www.gesamtschule-marienheide.de                               | 1078                     | [ 237 ] |
| 188876       | Gesamtschule | Martin-Luther-King-Schule Gesamtschule | Georg-Herwegh-Str. 63–67         | 45772         | Marl                     | www.mlks.marl.de                                              | 900                      | [ 238 ] |
| 185190       | Gesamtschule | Willy-Brandt-Gesamtschule Marl, Integrierte Sekundarstufe I und Gymnasiale Oberstufe                                                                                | Willy-Brandt-Allee 1             | 45770         | Marl                     | www.wbg.marl.de/                                              | 1082                     | [ 239 ] |
| 199503       | Gesamtschule | Gesamtschule Mechernich | Heinrich-Heidenthal-Str. 5       | 53894         | Mechernich               | www.gesamtschule-mechernich.de                                | 986                      | [ 240 ] |
| 190720       | Gesamtschule | Maria-Montessori-Gesamtschule Meerbusch | Weißenberger Weg 8–12            | 40667         | Meerbusch                | www.maria-montessori-gesamtschule.de                          | 887                      | [ 241 ] |
| 197312       | Gesamtschule | Gesamtschule Menden | Windthorststr. 36a               | 58706         | Menden (Sauerland)       | www.gesamtschulemenden.de                                     | 928                      | [ 242 ] |
| 191851       | Gesamtschule | Gesamtschule Niederzier/Merzenich | Schulstr. 7                      | 52399         | Merzenich                | www.gesamtschule-niederzier-merzenich.de                      | 1069                     | [ 243 ] |
| 100131       | Gesamtschule | Gesamtschule Mettmann | Borner Weg 5                     | 40822         | Mettmann                 | www.gesamtschule-mettmann.de                                  | 148                      | [ 244 ] |
| 195182       | Gesamtschule | Freie Evangelische Gesamtschule Minden, Evangelische private Gesamtschule als Ersatzschule in freier Trägerschaft                                                   | Kingsleyallee 5                  | 32425         | Minden                   | www.fes-minden.de                                             | 522                      | [ 245 ] |
| 189121       | Gesamtschule | Kurt-Tucholsky-Gesamtschule Minden | Königswall 10                    | 32423         | Minden                   | www.ktg-minden.de/                                            | 1159                     | [ 246 ] |
| 189870       | Gesamtschule | Anne-Frank-Schule Rheinkamp | Kopernikusstr. 9                 | 47445         | Moers                    | www.anne-frank-ge.de                                          | 870                      | [ 247 ] |
| 188712       | Gesamtschule | Geschwister-Scholl-Gesamtschule (Moers) | Römerstr. 522                    | 47443         | Moers                    | www.gesamtschule-moers.de                                     | 1018                     | [ 248 ] |
| 193033       | Gesamtschule | Hermann-Runge-Gesamtschule | Gabelsbergerstr. 14              | 47441         | Moers                    | www.hermann-runge-gesamtschule.de                             | 965                      | [ 249 ] |
| 190998       | Gesamtschule | Gesamtschule Hardt | Vossenbäumchen 50                | 41169         | Mönchengladbach          | www.gesamtschule-hardt.de                                     | 993                      | [ 250 ] |
| 193355       | Gesamtschule | Gesamtschule Rheydt-Mülfort | Realschulstr. 14                 | 41238         | Mönchengladbach          | www.gesamtschule-muelfort.de                                  | 958                      | [ 251 ] |
| 189832       | Gesamtschule | Gesamtschule Volksgarten | Volksgartenstr. 71–75            | 41065         | Mönchengladbach          | www.gesamtschule-volksgarten.de                               | 955                      | [ 252 ] |
| 194864       | Gesamtschule | Hans-Jonas-Gesamtschule Neuwerk | Nespelerstr. 75                  | 41066         | Mönchengladbach          | www.gesamtschule-neuwerk.de                                   | 868                      | [ 253 ] |
| 189145       | Gesamtschule | Städtische Gesamtschule Espenstraße | Espenstr. 21                     | 41239         | Mönchengladbach          | www.espenstrasse.de                                           | 1205                     | [ 254 ] |
| 196186       | Gesamtschule | Theo-Hespers-Gesamtschule | Karl-Fegers-Str. 85              | 41068         | Mönchengladbach          | www.theo-hespers-gesamtschule.de                              | 835                      | [ 255 ] |
| 100069       | Gesamtschule | Gesamtschule am Berliner Ring | Berliner Ring 5                  | 40789         | Monheim am Rhein         | ge-berliner-ring.monheim.de                                   | 414                      | [ 256 ] |
| 188293       | Gesamtschule | Peter-Ustinov-Gesamtschule | Falkenstr. 8                     | 40789         | Monheim am Rhein         | pug.monheim.de/                                               | 1309                     | [ 257 ] |
| 197350       | Gesamtschule | Gesamtschule Much | Schulstr. 14                     | 53804         | Much                     | www.gesamtschule-much.de                                      | 847                      | [ 258 ] |
| 188189       | Gesamtschule | Gesamtschule Saarn | Lehnerstr. 67                    | 45481         | Mülheim an der Ruhr      | www.gesaarn.de                                                | 1060                     | [ 259 ] |
| 164136       | Gesamtschule | Gustav-Heinemann-Schule | Boverstr. 150                    | 45473         | Mülheim an der Ruhr      | www.gustav-ghs.de                                             | 1568                     | [ 260 ] |
| 189078       | Gesamtschule | Willy-Brandt-Schule Mülheim | Willy-Brandt-Platz 1             | 45476         | Mülheim an der Ruhr      | www.wbs-mh.de                                                 | 990                      | [ 261 ] |
| 164197       | Gesamtschule | Friedensschule, Differenzierte Gesamtschule für Jungen und Mädchen des Bistums Münster                                                                              | Echelmeyerstr. 19                | 48163         | Münster                  | www.friedensschule.de                                         | 1427                     | [ 262 ] |
| 199886       | Gesamtschule | Mathilde-Anneke-Gesamtschule | Andreas-Hofer-Str. 30            | 48145         | Münster                  | www.anneke-gesamtschule.de/                                   | 778                      | [ 263 ] |
| 195790       | Gesamtschule | Montessori-Gesamtschule Münster, Private Gesamtschule der Sekundarstufe I (Ersatzschule)                                                                            | Soester Str. 13                  | 48155         | Münster                  | www.montessori-muenster.org                                   | 156                      | [ 264 ] |
| 196940       | Gesamtschule | Gesamtschule Münster-Mitte | Jüdefelderstr. 10                | 48143         | Münster                  | www.gesamtschule-muenster.de                                  | 920                      | [ 265 ] |
| 191668       | Gesamtschule | Gesamtschule Nettetal | Von-Waldois-Str. 6               | 41334         | Nettetal                 | www.ge-nettetal.de                                            | 886                      | [ 266 ] |
| 100125       | Gesamtschule | Emmy-Noether-Gesamtschule | Friedrich-Bülten-Str. 15         | 48485         | Neuenkirchen             | www.emmynoetherschule.de                                      | 722                      | [ 267 ] |
| 199333       | Gesamtschule | Gesamtschule Niederberg | Tersteegenstr. 85                | 47506         | Neukirchen-Vluyn         | www.gesamtschule-niederberg.de                                | 890                      | [ 268 ] |
| 197750       | Gesamtschule | Gesamtschule der Gemeinde Neunkirchen-Seelscheid | Rathausstr. 4                    | 53819         | Neunkirchen-Seelscheid   | www.gesamtschule-nks.de                                       | 808                      | [ 269 ] |
| 100052       | Gesamtschule | Comenius-Gesamtschule | Weberstr. 90a                    | 41464         | Neuss                    | www.comeniusgesamtschule.de                                   | 949                      | [ 270 ] |
| 191486       | Gesamtschule | Gesamtschule an der Erft | Aurinstr. 59                     | 41466         | Neuss                    | www.ge-erft.de                                                | 852                      | [ 271 ] |
| 196174       | Gesamtschule | Gesamtschule Nordstadt | Leostr. 37                       | 41462         | Neuss                    | www.geleo.de                                                  | 1089                     | [ 272 ] |
| 198894       | Gesamtschule | Gesamtschule Norf | Feuerbachweg 29                  | 41469         | Neuss                    | www.ge-norf.de                                                | 1058                     | [ 273 ] |
| 189868       | Gesamtschule | Janusz-Korczak-Gesamtschule (Neuss) | Platz am Niedertor 6             | 41460         | Neuss                    | jkg-neuss.de                                                  | 904                      | [ 274 ] |
| 199310       | Gesamtschule | Gesamtschule Niederkassel | Kopernikusstr. 6                 | 53859         | Niederkassel             | gendk.de/                                                     | 759                      | [ 275 ] |
| 192144       | Gesamtschule | Johann-Conrad-Schlaun-Gesamtschule | Am Gorbach 4                     | 59394         | Nordkirchen              | www.gesamtschule-nordkirchen.de                               | 942                      | [ 276 ] |
| 190652       | Gesamtschule | Kardinal-von-Galen-Gesamtschule | Amtmann-Daniel-Str. 32           | 48356         | Nordwalde                | www.kvg-gesamtschule-nordwalde.de                             | 694                      | [ 277 ] |
| 100207       | Gesamtschule | Gesamtschule an der Knappenstraße | Wehrstr. 69                      | 46047         | Oberhausen               | ge-knappenstrasse.de                                          | 0                        | [ 278 ] |
| 189844       | Gesamtschule | Fasia-Jansen-Gesamtschule | Schwartzstr. 87                  | 46045         | Oberhausen               | www.fasiajansengesamtschule.de                                | 1235                     | [ 279 ] |
| 164148       | Gesamtschule | Gesamtschule Osterfeld | Heinestr. 22                     | 46117         | Oberhausen               | www.gesamtschule-osterfeld.de                                 | 1405                     | [ 280 ] |
| 193379       | Gesamtschule | Gesamtschule Weierheide | Egelsfurthstr. 66                | 46149         | Oberhausen               | www.ge-weierheide.de                                          | 991                      | [ 281 ] |
| 187781       | Gesamtschule | Heinrich-Böll-Gesamtschule Oberhausen | Schmachtendorfer Str. 165        | 46147         | Oberhausen               | www.hbg-ob.de                                                 | 1265                     | [ 282 ] |
| 198201       | Gesamtschule | Gesamtschule Oelde | Bultstr. 20                      | 59302         | Oelde                    | www.gesamtschule-oelde.de                                     | 1041                     | [ 283 ] |
| 191310       | Gesamtschule | Wolfhelmschule | Telgenkamp 9                     | 59399         | Olfen                    | www.wolfhelmschule.de                                         | 1181                     | [ 284 ] |
| 192132       | Gesamtschule | Friedrich-Spee-Gesamtschule Paderborn | Weißdornweg 6                    | 33100         | Paderborn                | www.speepb.de                                                 | 1009                     | [ 285 ] |
| 190809       | Gesamtschule | Gesamtschule Paderborn-Elsen | Am Schlengerbusch 27             | 33106         | Paderborn                | www.ge-pb-elsen.de                                            | 1136                     | [ 286 ] |
| 196861       | Gesamtschule | Heinz-Nixdorf-Gesamtschule | An den Lothewiesen 6–8           | 33100         | Paderborn                | www.heinz-nixdorf-gesamtschule.de                             | 798                      | [ 287 ] |
| 192685       | Gesamtschule | Gesamtschule Porta Westfalica | Bruchstr. 9                      | 32457         | Porta Westfalica         | www.gesamtschule-porta.de                                     | 882                      | [ 288 ] |
| 198766       | Gesamtschule | Gesamtschule Pulheim | Kastanienallee 2                 | 50259         | Pulheim                  | www.gesamtschule-pulheim.de                                   | 804                      | [ 289 ] |
| 192107       | Gesamtschule | Papst-Johannes-XXIII.-Schule, Integr. deutsch-italienische Gesamtschule der Sek.I u.II des Erzbistums Köln                                                          | Hauptstr. 1                      | 50259         | Pulheim                  | www.papstjohannesschule.de/                                   | 786                      | [ 290 ] |
| 189601       | Gesamtschule | Martin-Luther-King-Gesamtschule Ratingen | Erfurter Str. 36                 | 40880         | Ratingen                 | www.gesamtschule-ratingen.de                                  | 1161                     | [ 291 ] |
| 188803       | Gesamtschule | Käthe-Kollwitz-Schule Recklinghausen | Gneisenaustr. 49                 | 45661         | Recklinghausen           | www.kks-re.de                                                 | 897                      | [ 292 ] |
| 191875       | Gesamtschule | Gesamtschule Suderwich | Markomannenstr. 16               | 45665         | Recklinghausen           | www.geresu.de/                                                | 750                      | [ 293 ] |
| 190524       | Gesamtschule | Wolfgang-Borchert-Gesamtschule der Stadt Recklinghausen | Beisinger Weg 80                 | 45657         | Recklinghausen           | www.woboge.de                                                 | 1076                     | [ 294 ] |
| 191930       | Gesamtschule | Gesamtschule Reichshof im Schulzentrum Eckenhagen | Hahnbucher Str. 23               | 51580         | Reichshof                | www.gesamtschule-reichshof.de                                 | 1003                     | [ 295 ] |
| 189285       | Gesamtschule | Albert-Einstein-Schule Remscheid | Brüderstr. 6–8                   | 42853         | Remscheid                | www.aes-rs.de                                                 | 1158                     | [ 296 ] |
| 191012       | Gesamtschule | Sophie-Scholl-Schule Remscheid | Hohenhagener Str. 25–27          | 42855         | Remscheid                | www.sophie-scholl-gesamtschule.de                             | 1322                     | [ 297 ] |
| 197622       | Gesamtschule | Moritz-Fontaine-Gesamtschule Rheda-Wiedenbrück | Fürst-Bentheim-Str. 55           | 33378         | Rheda-Wiedenbrück        | www.mfg.nrw                                                   | 1356                     | [ 298 ] |
| 197798       | Gesamtschule | Gesamtschule Rhede | Büssingstr. 14                   | 46414         | Rhede                    | www.gesamtschule-rhede.de                                     | 817                      | [ 299 ] |
| 198950       | Gesamtschule | Gesamtschule Rheinbach | Villeneuver Str. 5               | 53359         | Rheinbach                | www.ge-rheinbach.de                                           | 1046                     | [ 300 ] |
| 100103       | Gesamtschule | Europaschule Rheinberg | Dr.-Aloys-Wittrup-Str. 11        | 47495         | Rheinberg                | www.europaschule-rheinberg.de                                 | 983                      | [ 301 ] |
| 190410       | Gesamtschule | Euregio Schule | Ludwigstr. 37                    | 48429         | Rheine                   | eur.rheine.schule                                             | 1030                     | [ 302 ] |
| 197634       | Gesamtschule | Richard-von-Weizsäcker-Gesamtschule | Teichweg 24                      | 33397         | Rietberg                 | www.gesamtschule-rietberg.de                                  | 1033                     | [ 303 ] |
| 190378       | Gesamtschule | Gesamtschule Rödinghausen | An der Stertwelle 34–38          | 32289         | Rödinghausen             | www.gesamtschule-roedinghausen.de                             | 827                      | [ 304 ] |
| 100096       | Gesamtschule | Gesamtschule Rösrath | Freiherr-vom-Stein-Str. 25       | 51503         | Rösrath                  | www.gesamtschule-roesrath.de/                                 | 217                      | [ 305 ] |
| 189911       | Gesamtschule | Maximilian-Kolbe-Gesamtschule Saerbeck | Schulstr. 10–12                  | 48369         | Saerbeck                 | www.gesamtschule-saerbeck.de                                  | 934                      | [ 306 ] |
| 196484       | Gesamtschule | Gesamtschule Salzkotten | Upsprunger Str. 65–67            | 33154         | Salzkotten               | www.gesamtschule-salzkotten.de                                | 927                      | [ 307 ] |
| 196423       | Gesamtschule | Fritz-Bauer-Gesamtschule | Siegstr. 123                     | 53757         | Sankt Augustin           | www.fbges.de                                                  | 882                      | [ 308 ] |
| 190317       | Gesamtschule | Gesamtschule Schermbeck | Schloßstr. 20                    | 46514         | Schermbeck               | www.gesamtschule-schermbeck.de                                | 1100                     | [ 309 ] |
| 193320       | Gesamtschule | August-Hermann-Francke-Gesamtschule Schlangen, Freie ev. Privatschule Sek. I und II d. Christl. Schulvereins Paderborn e.V.                                         | Friedrich-Copei-Platz 1          | 33189         | Schlangen                | www.ahfs-paderborn.de                                         | 365                      | [ 310 ] |
| 198699       | Gesamtschule | Gesamtschule Schloß Holte-Stukenbrock | Jahnstr. 11                      | 33758         | Schloß Holte-Stukenbrock | www.ge-shs.de                                                 | 899                      | [ 311 ] |
| 191190       | Gesamtschule | Gesamtschule Gänsewinkel | Grünstr. 70                      | 58239         | Schwerte                 | www.gaensewinkel.de                                           | 972                      | [ 312 ] |
| 199825       | Gesamtschule | Theodor-Fleitmann Gesamtschule | Holzener Weg 22–24               | 58239         | Schwerte                 | www.tfg.schwerte.de                                           | 700                      | [ 313 ] |
| 100025       | Gesamtschule | Montessori Gesamtschule Sendenhorst, Staatl. gen. Ersatzschule | Teigelkamp 5                     | 48324         | Sendenhorst              | www.montessorischule-sendenhorst.de                           | 203                      | [ 314 ] |
| 196150       | Gesamtschule | Freie Christl. Gesamtschule Rhein-Sieg, Staatl. genehm. Ersatzschule des VCS-Rhein-Sieg e.V.                                                                        | Frankfurter Str. 86              | 53721         | Siegburg                 | www.fcggs.de                                                  | 413                      | [ 315 ] |
| 197762       | Gesamtschule | Gesamtschule am Michaelsberg | Zeithstr. 72                     | 53721         | Siegburg                 | www.ge-siegburg.de                                            | 776                      | [ 316 ] |
| 190019       | Gesamtschule | Bertha-von-Suttner-Gesamtschule Siegen | Kolpingstr. 35                   | 57072         | Siegen                   | www.gesamtschule-siegen.de                                    | 1083                     | [ 317 ] |
| 100175       | Gesamtschule | Gesamtschule Am Rosterberg Siegen | Rosterstr. 143                   | 57074         | Siegen                   | gesamtschule-rosterberg.de                                    | 0                        | [ 318 ] |
| 199813       | Gesamtschule | Gesamtschule Auf dem Schießberg | Schießbergstr. 111               | 57078         | Siegen                   | www.gesamtschule-schiessberg.de/                              | 633                      | [ 319 ] |
| 191036       | Gesamtschule | Gesamtschule Eiserfeld | Talsbachstr. 33                  | 57080         | Siegen                   | www.gesamtschule-eiserfeld.de                                 | 1143                     | [ 320 ] |
| 192776       | Gesamtschule | Hannah-Arendt-Gesamtschule Soest | Canadischer Weg 16               | 59494         | Soest                    | www.gesamtschule-soest.de                                     | 857                      | [ 321 ] |
| 100203       | Gesamtschule | Gesamtschule Vogelsang (Solingen) | Guntherstr. 27                   | 42653         | Solingen                 | www.gesamtschule-vogelsang.de                                 | 0                        | [ 322 ] |
| 188300       | Gesamtschule | Alexander-Coppel-Gesamtschule | Wupperstr. 126                   | 42651         | Solingen                 | www.alexander-coppel-gesamtschule.de                          | 1300                     | [ 323 ] |
| 190913       | Gesamtschule | Friedrich-Albert-Lange-Schule | Altenhofer Str. 10               | 42719         | Solingen                 | www.fals.de                                                   | 1501                     | [ 324 ] |
| 188890       | Gesamtschule | Geschwister-Scholl-Gesamtschule (Solingen) | Querstr. 42                      | 42699         | Solingen                 | www.scholle-solingen.de                                       | 1092                     | [ 325 ] |
| 198717       | Gesamtschule | Gesamtschule Höhscheid | Kanalstr. 20                     | 42657         | Solingen                 | www.gesamtschule-höhscheid.de                                 | 766                      | [ 326 ] |
| 190330       | Gesamtschule | Regenbogen-Gesamtschule der Stadt Spenge | Immanuel-Kant-Str. 2             | 32139         | Spenge                   | www.rges.de                                                   | 876                      | [ 327 ] |
| 189558       | Gesamtschule | Wilhelm-Kraft-Gesamtschule Sprockhövel des Ennepe-Ruhr-Kreises | Geschwister-Scholl-Str. 10       | 45549         | Sprockhövel              | www.wilhelm-kraft-gesamtschule.de                             | 1237                     | [ 328 ] |
| 100016       | Gesamtschule | Kupferstädter Gesamtschule | Breslauer Str. 1                 | 52222         | Stolberg (Rhld.)         | kupferstädter-gesamtschule.de                                 | 774                      | [ 329 ] |
| 196721       | Gesamtschule | Städtische Gesamtschule Stolberg | Sperberweg 1                     | 52223         | Stolberg (Rhld.)         | www.gesamtschule-stolberg.de                                  | 1039                     | [ 330 ] |
| 100129       | Gesamtschule | Gesamtschule Swisttal | Blütenweg 10                     | 53913         | Swisttal                 | www.gesamtschule-swisttal.de                                  | 472                      | [ 331 ] |
| 100021       | Gesamtschule | Rupert-Neudeck-Gesamtschule | Corneliusstr. 25                 | 47918         | Tönisvorst               | rng-tv.de/                                                    | 859                      | [ 332 ] |
| 190093       | Gesamtschule | Europaschule Troisdorf | Am Bergeracker 31                | 53842         | Troisdorf                | www.europaschule-troisdorf.de                                 | 1069                     | [ 333 ] |
| 196710       | Gesamtschule | Gertrud-Koch-Gesamtschule Troisdorf | Edith-Stein-Str. 20              | 53844         | Troisdorf                | www.gkge.de/                                                  | 927                      | [ 334 ] |
| 191243       | Gesamtschule | Willy-Brandt-Schule Übach-Palenberg | Comeniusstr. 16–18               | 52531         | Übach-Palenberg          | gesamtschule-uebach-palenberg.de                              | 743                      | [ 335 ] |
| 189133       | Gesamtschule | Peter-Weiss-Gesamtschule Unna | Herderstr. 16                    | 59423         | Unna                     | www.pwg-unna.de                                               | 1094                     | [ 336 ] |
| 191231       | Gesamtschule | Werner-von-Siemens-Gesamtschule Königsborn | Döbelner Str. 7                  | 59425         | Unna                     | www.gek-unna.de                                               | 852                      | [ 337 ] |
| 195480       | Gesamtschule | CGB-Christl. Gesamtschule Bleibergquelle, Privatschule, GE der Sek I, mit integr. Lerngr., Ersatzschule d. Diakon. Mutterh. Bleibb.                                 | Bleibergstr. 133                 | 42551         | Velbert                  | www.cgbleibergquelle.de                                       | 342                      | [ 338 ] |
| 100070       | Gesamtschule | Gesamtschule Velbert-Neviges | An der Maikammer 46–54           | 42553         | Velbert                  | ge-neviges.de/                                                | 346                      | [ 339 ] |
| 189297       | Gesamtschule | Gesamtschule Velbert-Mitte | Poststr. 117–119                 | 42549         | Velbert                  | www.gesamtschulevelbert.de                                    | 1333                     | [ 340 ] |
| 197658       | Gesamtschule | Gesamtschule Verl | St.-Anna-Str. 28                 | 33415         | Verl                     | www.gesamtschuleverl.de                                       | 1039                     | [ 341 ] |
| 190871       | Gesamtschule | Anne-Frank-Schule | Rahserstr. 139                   | 41748         | Viersen                  | www.afg-vie.de                                                | 1243                     | [ 342 ] |
| 199497       | Gesamtschule | Comenius-Gesamtschule Voerde | Allee 1                          | 46562         | Voerde (Niederrhein)     | www.nge-voerde.de                                             | 833                      | [ 343 ] |
| 189686       | Gesamtschule | Gesamtschule Waldbröl | Höhenweg 49                      | 51545         | Waldbröl                 | gesamtschule-waldbroel.de                                     | 968                      | [ 344 ] |
| 191322       | Gesamtschule | Gesamtschule Waltrop | Brockenscheidter Str. 100        | 45731         | Waltrop                  | www.ge-waltrop.de/                                            | 889                      | [ 345 ] |
| 197154       | Gesamtschule | Gesamtschule Weiße Rose Warendorf | Von-Ketteler-Str. 38             | 48231         | Warendorf                | www.gesamtschule-warendorf.de                                 | 1158                     | [ 346 ] |
| 190664       | Gesamtschule | Betty-Reis-Gesamtschule Wassenberg | Birkenweg 2                      | 41849         | Wassenberg               | www.bettyreis.de                                              | 1221                     | [ 347 ] |
| 191929       | Gesamtschule | Gesamtschule Weilerswist | Martin-Luther-Str. 26            | 53919         | Weilerswist              | www.ge-weilerswist.de                                         | 1135                     | [ 348 ] |
| 198006       | Gesamtschule | Gesamtschule Wenden | Peter-Dassis-Ring 47             | 57482         | Wenden                   | www.gesamtschule-wenden.de/                                   | 848                      | [ 349 ] |
| 190676       | Gesamtschule | Albert-Einstein-Gesamtschule | Stadionstr. 50                   | 58791         | Werdohl                  | www.aeg-werdohl.de                                            | 704                      | [ 350 ] |
| 100173       | Gesamtschule | Gesamtschule Wermelskirchen | Wirtsmühler Str. 12              | 42929         | Wermelskirchen           | gesamtschule-wermelskirchen.com                               | 0                        | [ 351 ] |
| 100063       | Gesamtschule | Ida-Noddack-Gesamtschule Wesel | Martinistr. 12                   | 46483         | Wesel                    | www.ida-noddack-gesamtschule.de/                              | 330                      | [ 352 ] |
| 189303       | Gesamtschule | Gesamtschule Am Lauerhaas | Kirchturmstr. 3                  | 46485         | Wesel                    | www.gesamtschule-wesel.de                                     | 1361                     | [ 353 ] |
| 198985       | Gesamtschule | Gesamtschule Lotte-Westerkappeln | Osnabrücker Str. 25              | 49492         | Westerkappeln            | www.gesamtschule-lotte-westerkappeln.de                       | 953                      | [ 354 ] |
| 192582       | Gesamtschule | Georg-Müller-Schule, evangelische Privatschule, Sekundarstufe I, Ersatzschule                                                                                       | Genossenschaftsweg 1b            | 58300         | Wetter (Ruhr)            | www.gesamtschule.gmsen.de                                     | 340                      | [ 355 ] |
| 191644       | Gesamtschule | Robert-Schuman-Europaschule | Kantstr. 2                       | 47877         | Willich                  | www.rse-willich.de                                            | 1110                     | [ 356 ] |
| 196794       | Gesamtschule | Leonardo-da-Vinci-Gesamtschule Willich | Klosterweg 40                    | 47877         | Willich                  | www.da-vinci-gesamtschule.de                                  | 806                      | [ 357 ] |
| 197221       | Gesamtschule | Gesamtschule Windeck | Hurster Str. 12                  | 51570         | Windeck                  | www.gesamtschule-windeck.de                                   | 762                      | [ 358 ] |
| 188153       | Gesamtschule | Gesamtschule Hardenstein | An der Wabeck 4                  | 58456         | Witten                   | www.hardenstein.eu                                            | 874                      | [ 359 ] |
| 188141       | Gesamtschule | Gesamtschule Holzkamp | Willy-Brandt-Str. 2              | 58453         | Witten                   | www.hge-witten.de                                             | 1074                     | [ 360 ] |
| 100153       | Gesamtschule | Otto-Schott-Gesamtschule Witten | Rhienscher Berg 12               | 58452         | Witten                   | osg-witten.de/                                                | 0                        | [ 361 ] |
| 199138       | Gesamtschule | Freie Aktive Gesamtschule Wülfrath, Privatschule, staatlich genehmigte Ersatzschule, Sek I u. II der freien gemeinn. Ges. f. AktiveBild mbH                         | Düsseler Str. 21                 | 42489         | Wülfrath                 | www.fasw.de                                                   | 245                      | [ 362 ] |
| 100139       | Gesamtschule | Eugen Langen Gesamtschule, staatlich genehmigte Ersatzschule, Sek. I u. II des Spektrum Bildungs- und Dialogverein                                                  | Boltenheide 4                    | 42329         | Wuppertal                | eugen-langen-gesamtschule.de                                  | 33                       | [ 363 ] |
| 185772       | Gesamtschule | Erich-Fried-Gesamtschule Ronsdorf | An der Blutfinke 70              | 42369         | Wuppertal                | www.efg-ronsdorf.nrw                                          | 1383                     | [ 364 ] |
| 188669       | Gesamtschule | Gesamtschule Else Lasker-Schüler Wuppertal | Else-Lasker-Schüler-Str. 30      | 42107         | Wuppertal                | www.ges-else.de                                               | 1392                     | [ 365 ] |
| 197397       | Gesamtschule | Gesamtschule Uellendahl-Katernberg | Kruppstr. 145                    | 42113         | Wuppertal                | www.ge-nord.de                                                | 1290                     | [ 366 ] |
| 192806       | Gesamtschule | Gesamtschule Barmen | Unterdörnen 1                    | 42283         | Wuppertal                | www.gesamtschule-barmen.de                                    | 1388                     | [ 367 ] |
| 189856       | Gesamtschule | Gesamtschule Langerfeld | Heinrich-Böll-Str. 240–250       | 42277         | Wuppertal                | www.ge-langerfeld.de                                          | 1321                     | [ 368 ] |
| 189066       | Gesamtschule | Pina-Bausch-Gesamtschule Wuppertal-Vohwinkel | Florian-Geyer-Str. 9             | 42329         | Wuppertal                | www.pina-bausch-gesamtschule.de                               | 954                      | [ 369 ] |
| 199515       | Gesamtschule | Gesamtschule Würselen | Krottstr. 64a                    | 52146         | Würselen                 | www.gesamtschule-wuerselen.de                                 | 811                      | [ 370 ] |
| 198213       | Gesamtschule | Willi-Fährmann-Gesamtschule Xanten | Heinrich-Lensing-Str. 3          | 46509         | Xanten                   | www.gesamtschule-xanten-sonsbeck.de                           | 986                      | [ 371 ] |